# Graphium mendana
Graphium mendana је инсект из реда лептира (лат. Lepidoptera) и породице једрилаца (лат. Papilionidae).

## Распрострањење
Врста је присутна у Соломоновим острвима и Папуи Новој Гвинеји.

## Станиште
Врста је присутна на подручју острва Нова Гвинеја.

## Угроженост
Ова врста је на нижем степену опасности од изумирања, и сматра се скоро угроженим таксоном.